# 布盧米爾斯 (密蘇里州)
布盧米爾斯（英語：Blue Mills）是位於美國密蘇里州傑克遜縣的非建制地區。

## 歷史
布盧米爾斯的郵局於1835年設立，其後於1895年停運。

## 地理
布盧米爾斯所處的海拔為高於海平面273米（即896英呎），而該地所採用的時區為UTC-6，即北美中部時區（CST）。同時該地設有夏令時間，為UTC-6調快一小時，即UTC-5（CDT）。